# Irlande-Japon en rugby à XV
Cet article retrace les confrontations entre l'équipe d'Irlande de rugby à XV et l'équipe du Japon de rugby à XV. Les deux équipes se sont affrontées à dix reprises dont trois fois en Coupe du monde et les Irlandais ont remporté toutes les rencontres, jusqu'au match du 28 septembre 2019 en poule A de la coupe du monde, remporté par les Japonais 19-12.

## Les confrontations
Voici la liste des confrontations entre ces deux équipes 
| No | Date              | Lieu                                            | Match           | Score   | Compétition              |
| -- | ----------------- | ----------------------------------------------- | --------------- | ------- | ------------------------ |
| 1  | 9 octobre 1991    | Lansdowne Road, Dublin Irlande                  | Irlande – Japon | 32 – 16 | Coupe du monde (poule B) |
| 2  | 31 mai 1995       | Free State Stadium, Bloemfontein Afrique du Sud | Irlande – Japon | 50 – 28 | Coupe du monde (poule C) |
| 3  | 11 novembre 2000  | Lansdowne Road, Dublin Irlande                  | Irlande – Japon | 78 – 9  | test match               |
| 4  | 12 juin 2005      | Stade Nagai, Osaka Japon                        | Japon – Irlande | 12 – 44 | test match               |
| 5  | 18 juin 2005      | Chichibunomiya Rugby Stadium, Tokyo Japon       | Japon – Irlande | 18 – 47 | test match               |
| 6  | 17 juin 2017      | Shizuoka Stadium, Shizuoka, Japon               | Japon – Irlande | 22 – 50 | Test match               |
| 7  | 24 juin 2017      | Ajinomoto Stadium, Tokyo, Japon                 | Japon – Irlande | 13 – 35 | Test match               |
| 8  | 28 septembre 2019 | Stade Ecopa de Shizuoka, Shizuoka, Japon        | Japon – Irlande | 19 – 12 | Coupe du monde (poule A) |
| 9  | 3 juillet 2021    | Aviva Stadium, Dublin Irlande                   | Irlande – Japon | 39 – 31 | Test match               |
| 10 | 6 novembre 2021   | Aviva Stadium, Dublin Irlande                   | Irlande – Japon | 60 – 5  | Test match               |